# Франк Созе
Франк Созе́ (фр. Franck Sauzée, нар. 28 жовтня 1965, Обена) — французький футболіст, що грав на позиції півзахисника.
Виступав, зокрема, за клуби «Марсель», «Сошо» та «Гіберніан», а також національну збірну Франції.
Триразовий чемпіон Франції. Володар Кубка Франції. Переможець Ліги чемпіонів УЄФА. Володар Кубка Інтертото. 

## Клубна кар'єра
У дорослому футболі дебютував 1983 року виступами за команду клубу «Сошо», в якій провів п'ять сезонів, взявши участь у 150 матчах чемпіонату. Більшість часу, проведеного у складі «Сошо», був основним гравцем команди.
Згодом з 1988 по 1998 рік грав у складі команд клубів «Марсель», «Монако», «Марсель», «Аталанта», «Страсбур» та «Монпельє». Протягом цих років у складі «Марселя» чотири рази виборював титул чемпіона Франції, ставав володарем Кубка Франції і переможцем Ліги чемпіонів УЄФА, а в складі «Старсбура» — володарем Кубка Інтертото.
У 1998 році перейшов до шотландського «Гіберніана», за який відіграв три з половиною сезони. Завершив професійну кар'єру футболіста у 36-річному віці через травму наприкінці 2001 року. За роки виступів в Единбурзі став одним з улюбленців місцевих вболівальників, багато з яких, зокрема письменник Ірвін Велш, вважають його найкращим гравцем в історії клубу.

## Виступи за збірну
У 1988 році дебютував в офіційних матчах у складі національної збірної Франції. Протягом кар'єри у національній команді, яка тривала 6 років, провів у формі головної команди країни 39 матчів, забивши 9 голів.
У складі збірної був учасником чемпіонату Європи 1992 року у Швеції.

## Тренерська робота
Вимушене завершення ігрової кар'єри Созе в шотландському «Гіберніані» майже збіглося в часі з відставкою головного тренера команди Алекса Макліша. Рада директорів клубу запропонувала колишньому лідеру і капітану команди спробувати свої сили у тренерській роботі і у грудні 2002 року призначила Созе її головним тренером. Експеримент виявився невдалим — під керівництвом француза «Гіберніан» провів п'ятнадцять ігор, в яких зміг здобути лише одну перемогу. Його було звільнено у лютому 2002, лише через 69 днів після призначення.

## Титули і досягнення
- Чемпіон Франції (3):

«Марсель»: 1988–89, 1989–90, 1991–92 (+ 1992–93, де команду позбавили титулу) 
- Володар Кубка Франції (1):

«Марсель»: 1988–89
- Переможець Ліги чемпіонів УЄФА (1):

«Марсель»: 1992–93
- Володар Кубка Інтертото (1):

«Страсбур»: 1995
- Чемпіон Європи (U-21): 1988